# Гленн Стремберг
Гленн Стремберг (швед. Glenn Peter Strömberg, нар. 5 січня 1960, Гетеборг) — шведський футболіст, що грав на позиціях захисника та півзахисника. Найкращий шведський футболіст 1985 року.
Насамперед відомий виступами за клуби «Гетеборг» та «Аталанта», а також національну збірну Швеції.
Дворазовий володар Кубка Швеції. Чемпіон Швеції. Володар Кубка Португалії. Чемпіон Португалії. Володар Кубка УЄФА. 

## Клубна кар'єра
Народився 5 січня 1960 року в місті Гетеборг. Вихованець футбольної школи клубу «Леркілс».
У дорослому футболі дебютував 1976 року виступами за команду клубу «Гетеборг», в якій провів шість сезонів, взявши участь у 97 матчах чемпіонату. 

Гленн Стремберг під час виступів за «Аталанту». 1984 рік

Протягом 1983—1984 років грав у Португалії, де захищав кольори команди клубу «Бенфіка». За цей час виборов титул чемпіона Португалії.
1984 року перейшов до італійської «Аталанти», за яку відіграв ще 8 сезонів. Більшість часу, проведеного у складі «Аталанти», був основним гравцем команди. Завершив професійну кар'єру футболіста виступами за команду «Аталанта» у 1992 році

## Виступи за збірну
1982 року дебютував в офіційних матчах у складі національної збірної Швеції. Протягом кар'єри у національній команді, яка тривала 9 років, провів у формі головної команди країни 52 матчі, забивши 7 голів.
У складі збірної був учасником чемпіонату світу 1990 року в Італії.

## Титули і досягнення

### Командні
- Володар Кубка Швеції (2):

«Гетеборг»:  1978–79, 1981–82
- Чемпіон Швеції (1):

«Гетеборг»:  1982
- Володар Кубка Португалії (1):

«Бенфіка»:  1982–83
- Чемпіон Португалії (1):

«Бенфіка»:  1983–84
- Володар Кубка УЄФА (1):

«Гетеборг»:  1981–82

### Особисті
- Найкращий шведський футболіст року (1):

1985